# Birk Irving
Birk Irving (Englewood, 26 luglio 1999) è uno sciatore freestyle statunitense, specializzato nell'halfpipe.

## Biografia
Specialista dell'halfpipe e attivo a livello internazionale dal dicembre 2013, Irving ha debuttato in Coppa del Mondo il 5 dicembre 2014, giungendo 28º a Copper Mountain e ha ottenuto il suo primo podio, nonché la sua prima vittoria, il 9 marzo 2019 a Mammoth Mountain. Il 12 marzo 2021 ha vinto la medaglia di bronzo ai Mondiali di Aspen.
In carriera ha preso parte a una rassegna olimpica e a tre iridate.

## Palmarès

### Mondiali
- 1 medaglia:
  - 1 bronzo (halfpipe ad Aspen 2021)

### Winter X Games
- 2 medaglie:
  - 1 argento (superpipe ad Aspen 2023)
  - 1 bronzo (superpipe ad Aspen 2021)

### Coppa del Mondo
- Vincitore della Coppa del Mondo di halfpipe nel 2023
- Miglior piazzamento in classifica generale: 3º nel 2023
- 7 podi:
  - 4 vittorie
  - 1 secondo posto
  - 2 terzi posti

#### Coppa del Mondo - vittorie
| Data             | Luogo            | Paese         | Disciplina |
| ---------------- | ---------------- | ------------- | ---------- |
| 9 marzo 2019     | Mammoth Mountain | Stati Uniti   | HP         |
| 7 settembre 2019 | Cardrona         | Nuova Zelanda | HP         |
| 17 dicembre 2022 | Copper Mountain  | Stati Uniti   | HP         |
| 3 febbraio 2023  | Mammoth Mountain | Stati Uniti   | HP         |

Legenda:

HP = Halfpipe

### Giochi olimpici giovanili invernali
- 1 medaglia:
  - 1 oro (halfpipe a Lillehammer 2016)